# O&K Bt 50 PS
Die schmalspurigen Dampflokomotiven der Baureihe O&K Bt 50 PS wurden von Orenstein & Koppel (O&K) in großer Stückzahl für Bauunternehmen und Privatbetriebe über einen langen Zeitraum gebaut. Es wurden 1357 Lokomotiven in Einzelfertigung oder kleinen Losgrößen von bis zu 20 Stück pro Los hergestellt, mit Ausnahme eines Loses von 48 Stück mit den Werksnummern 7546–7593 während des Ersten Weltkrieges. Insgesamt sind 14 erhaltene Exemplare mit den Spurweiten von 600 mm bis 891 mm bekannt. Der Beschaffungszeitraum dieser Lokomotiven erstreckte sich von 1893 bis 1944.

## Geschichte
Die Lokomotiven dieses Typs wurden von 1893 an für Unternehmen mit mittleren Lastanforderungen gefertigt, vorrangig für Bauunternehmen und Zuckerfabriken mit Gleisanschlüssen in 600 sowie 750 mm Spurweite. Die Lokomotiven in der Spurweite 750 mm waren nach dem Katalog sofort lieferbar. Laut Lieferliste von O&K stammen die ältesten beiden Lokomotiven dieser Typenreihe mit der Spurweite 750 mm aus dem Jahr 1893, sie trugen die Fabriknummern 23 und 24. Die älteste erhaltene Lokomotive trägt die Fabriknummer 56 und wurde 1894 an eine Firma in Brasilien geliefert. Sie war beim Fußballclub Sport Recife in Brasilien 1994 noch vorhanden. Bei einem Bauunternehmen in Täuffelen in der Schweiz war die Lokomotive mit der Fabriknummer 302 aus dem Jahr 1898 im Einsatz. Diese Lokomotive befand sich 2011 in Privatbesitz in Rorschach.
Die ersten Lokomotiven wurden noch nach alten Normalien gebaut. Ein Merkmal war die Allansteuerung. Die Lokomotiven nach neuen Normalien besaßen Heusinger-Steuerung und waren etwas leichter. Eine Lokomotive nach neuer Norm war die mit der Fabriknummer 6805 und einer Spurweite von 600 mm. Sie wurde 1914 an eine Firma in Australien geliefert.
Die Dampflokomotiven waren in der Lage, mit einer Geschwindigkeit von 10 km/h in der Ebene einen Zug von 180 t, auf einer Steigung von 5 ‰  85 t, auf einer Steigung von 10 ‰ 53 t, auf einer Steigung von 20 ‰ 28 t, auf einer Steigung von 33,3 ‰ 14 t und auf einer Steigung von 50 ‰ 8 t zu ziehen.

### Cukrownia Brzesc Kujawski, jetzt in Dalekiego (Nr. 1372/1905)
Die Lokomotive mit der Fabriknummer 1372 wurde nach alten Normalien gebaut und 1905 an das Bauunternehmen August Jagow geliefert. Im selben Jahr wurden mit den Fabriknummern 1371 und 1373–1375 weitere Lokomotiven der Typenreihe für 750 mm produziert.
Die Lokomotive 1372 wurde ab einem nicht bekannten Zeitpunkt bei der Zuckerfabrik Choceń eingesetzt. 1931 erhielt sie bei der Cukrownia Brześć Kujawski die Nummer 9. Auf Grund ihrer geringen Vorräte an Wasser und Kohle erhielt sie einen zweiachsigen Schlepptender. Während ihres Einsatzes bei der Zuckerfabrik wurden Untersuchungen bis 1945 in der eigenen Werkstatt durchgeführt. Nach dem Zweiten Weltkrieg wurden diese im Zakłady Naprawcze Taboru Kolejowego (ZNTK) ausgeführt, bei der CBK 9 geschah dies in Łapy.
Im regulären Dienst wurde die Lokomotive bis 1966 eingesetzt und danach 20 Jahre lang abgestellt. Im Jahr 1986 wurde die Lok vom Eisenbahnmuseum Warschau übernommen und im Eisenbahnmuseum Sochaczew hinterstellt. Durch die Abstellzeit wurde ihr Zustand immer schlechter. Erst 2015 begann die Aufarbeitung. Sie wurde extern mit abgebauten Blechteilen für Führerhaus und Kesselverkleidung auf einem Gleisanschluss abgestellt.

### Steenfabriek IJsseloord, jetzt Stoomtrein Katwijk Leiden (Nr. 11735/1928)
Die Dampflokomotive mit der Rahmenfabriknummer O&K 12870 und der Kesselfabriknummer 11735 wurde 1928 an die Steenfabriek IJsseloord in Arnheim geliefert. Sie beförderte die Tonzüge zwischen der Tongrube und der Ziegelei.
Die Lokomotive wurde in das Nationaal Register mobiel erfgoed mit dem Status „B“ aufgenommen, da sie bis 1969 als letzte Schmalspur-Dampflokomotive in den Niederlanden in Betrieb war. Als der letzte Dampflokführer in den Ruhestand ging, wurde sie ausgemustert, 1976 in die Sammlung der Stoomtrein Katwijk Leiden mit der Betriebsnummer SKL 6 Duiveltje aufgenommen und im Jahr 2000 nach einer Generalüberholung wieder in Betrieb genommen. Im Oktober 2011 musste sie mit einem defekten Kessel aus dem Verkehr gezogen werden.
Im November 2019 gewährte die Stiftung TBI Fundatie einen einmaligen Zuschuss von 52.000 Euro für einen neuen Kessel und die Restaurierung der Lokomotive. Die Lokomotive erhält neue Armaturen, wie einen Regler, Ventilkastenventile, Schaugläser und überholte Dampfstrahlspeisepumpen. Im Jahr 2021 begann die Überholung des Fahrwerks, die 2023 abgeschlossen werden soll.

## Konstruktion
Der Blechrahmen ist mit einer Rahmenstärke von 10 mm ausgeführt, der als Wasserkastenrahmen ausgebildet ist. Die Langträger sind durch die Pufferbohlen verstärkt, diese tragen die Balancierhebelkupplung. Die Räder sind außerhalb der Längstrager ausgeführt. Die erste Achse ist oberhalb der Radlager mit Blattfedern abgefedert. Der Kohlenvorrat von 300 kg ist in den seitlichen Kästen neben dem Kessel gebunkert. Für den Wasservorrat waren in den seitlichen Umläufen mit dem Wasservorrat verbundene Füllstutzen vorhanden.
Der Flammrohrkessel besaß ursprünglich eine kupferne Feuerbüchse, die vielfach nach dem Zweiten Weltkrieg durch eine stählerne ersetzt wurde. Er besteht aus zwei Schüssen. Auf dem ersten Kesselschuss sitzt der Dampfdom mit ursprünglich außen angeordnetem Regler. Bei der Lokomotive CBK 9 wurde der Regler durch einen der Fablok Typ Las mit innerer Bauweise ersetzt. Am Dampfdom war ursprünglich ein Sicherheitsventil angebracht, bei der Lokomotive CBK 9 wurde dies ebenfalls durch die Bauweise vom Typ Las auf dem Stehkessel ersetzt.
Auf dem zweiten Kesselschuss sitzt der quadratische Sandkasten, von dem mechanisch bediente Sandfallrohre vor die erste und hinter die zweite Achse herabführten. Der Kessel wurde von zwei Injektoren gespeist. Die Zylinder sind horizontal angeordnet und besitzen horizontal liegende Flachschieber, die bei der alten Normalie über die Allansteuerung, bei der neuen Variante über eine Heusinger-Steuerung die zweite Achse antrieben. Der Kreuzkopf wurde bei der alten Form zweischienig, bei der neuen Normalie einschienig auf der Gleitbahn geführt. Auf der Rauchkammer sitzt ein Schornstein mit einem Funkenfänger je nach Anforderungen des Verwendungszweckes. Die Form des Schornsteines konnte bei O&K gewählt werden, für die Normtypen verwendete der Hersteller je nach Kundenwunsch elf verschiedene Schornsteinformen.
Die Lokomotiven waren mit Petroleumbeleuchtung ausgestattet. Sie besaßen eine Handbremse, ihr Hebelgriff saß auf der Rückseite des Führerhauses. Sie wirkte auf beide Achsen einseitig von vorn. Vor dem Führerhaus sitzt eine Dampfpfeife.

## Liste von erhaltenen Lokomotiven
| Werks- Nr- | Baujahr | Foto | Bauart | Spurweite                       | Name und Einsatzort |
| ---------- | ------- | ---- | ------ | ------------------------------- | --- |
| 1167       | 1903    |      | B n2t  | 600 mm                          | Turba 3, Minas de Utrillas, Spanien, seit 1983 bei der Museumseisenbahn Paderborn, seit 1985 Guldental 1, Heddesheimer Feldbahn H&G Faust |
| 3053       | 1908    |      | B n2t  | 600 mm                          | Aquilla, erst Wuytack de Gand, Belgien, später S. A. de Beton Belges, schließlich Rail Rebecq Rognon |
| 5179       | 1912    |      | B n2t  | 600 mm                          | Katharina, Moor- und Fehnmuseum Elisabethfehn in Barßel |
| 5662       | 1912    |      | B n2t  | 600 mm                          | Erst Argentinien, jetzt Apedale Valley Light Railway. Nachdem sie 2013 von der Statfold Barn Railway auf ein Privatgelände in Whaley Bridge verlegt wurde, kam sie im Mai 2022 nach einer vollständigen Restaurierung unter Dampf nach Apedale. Die ursprüngliche Lackierung aus Argentinien wurde von den Eigentümern beibehalten, und die Lok ist mit einem Tender aus ihrer Zeit in Argentinien ausgestattet. Sie wird auf absehbare Zeit in Apedale stationiert sein und das ganze Jahr über gelegentlich mit Personenzügen fahren. |
| 5829       | 1913    |      | B n2t  | 600 mm                          | Train de Rillé |
| 6533       | 1913    |      | B n2t  | 762 mm (2 Fuß 6 Zoll)           | Mitsui Bussan Kaisha, Kobe, jetzt Ikasa Railway, Okayama, Japan |
| 7443       | 1919    |      | B n2t  | 600 mm                          | Nr. 3 Dylta, Östra Södermanlands Järnväg |
| 11735      | 1928    |      | B n2t  | 600 mm                          | Erst Steenfabriek IJsseloord bei Arnhem, jetzt Stoomloc 6 bei der Stoomtrein Katwijk Leiden, Niederlande |
| 12203      | 1933    |      | B n2t  | 600 mm                          | Tulangan 5 Mojopahit, Schrottplatz CV Tersana Baru, Kediri, Indonesien (Stand 2009) |
| 12246      | 1933    |      | B n2t  | 600 mm                          | Yvonne, erst Steenfabriek Rijswijk Niederlande, später Eerste Drentse Vereniging van Stoomliefhebber EDS, Museum Veenpark |
| 12247      | 1911    |      | B n2t  | 700 mm                          | Sawit Seberang 6 (früher 7), Sumatra, Indonesien |
| 12435      | 1933    |      | B n2t  | 600 mm                          | Tulangan 2 Sriwijaya, Kediri, Schrottplatz CV Tersana Baru, ex PG Tulangan, Sidoarjo Indonesien (Stand 2009) |
| 12974      | 1937    |      | B n2t  | 700 mm                          | SKL 04 K.A.Neve, Stoomtrein Katwijk Leiden |
| 13088      | 1937    |      | B n2t  | 891 mm (Schwedische 3-Fuß-Spur) | Kullgrens Enka AB, Uddevalla, Schweden, später im Museum Uddevalla, schließlich Hafen von Hjo, Schweden |